# District historique de Whittington Park
Le district historique de Whittington Park (anglais : Whittington Park Historic District) est un district historique de la ville américaine de Hot Springs, dans l'Arkansas. Protégé au sein du parc national de Hot Springs, il est inscrit au Registre national des lieux historiques depuis le 19 décembre 2012.